# Morelábor
Morelábor ist eine Gemeinde in der Provinz Granada im Südosten Spaniens mit 587 Einwohnern (Stand: 2024). Die Gemeinde liegt in der Comarca Guadix. 

## Geografie
Die Gemeinde grenzt an Darro, Gobernador, Huélago, Pedro Martínez und Píñar. 

## Geschichte
Die heutige Gemeinde entstand 1974 durch die Fusion der Gemeinden Moreda und Laborcillas.